# Massacro della Candelária
Il massacro della Candelária (in portoghese chacina da Candelária) fu una strage commessa la notte del 23 luglio 1993 a Rio de Janeiro in Brasile, di fronte alla Chiesa di Nostra Signora di Candelária, nel quale otto meninos de rua, i bambini di strada senza fissa dimora che vivono nelle città brasiliane, furono uccisi dalla polizia.

## Storia
Nell'estate del 1993 circa 60 tra ragazzi e bambini di Rio de Janeiro, senza dimora e di varia età, erano soliti, dopo avere vagabondato durante il giorno, radunarsi per dormire nella zona prospiciente la chiesa di Nostra Signora di Candelária. Durante la notte del 23 luglio alcuni membri della polizia, quattro o cinque, secondo le prime testimonianze, utilizzando come pretesto una sassaiola avvenuta contro una delle loro automobili, giunsero a bordo di due auto aprendo il fuoco contro i ragazzi che dormivano appoggiati e riparati da cartoni uccidendone quattro sul colpo, mentre due tra coloro rimasti feriti morirono dopo essere stati portati in ospedale; altri due vennero uccisi a circa due chilometri di distanza dalla chiesa.

## Le vittime
1. Paulo Roberto de Oliveira, 11 anni
2. Anderson de Oliveira Pereira, 13 anni
3. Marcelo Cândido de Jesus, 14 anni
4. Valdevino Miguel de Almeida, 14 anni
5. "Gambazinho", 17 anni
6. Leandro Santos da Conceição, 17 anni
7. Paulo José da Silva, 18 anni
8. Marcos Antônio Alves da Silva, 20 anni

## Le reazioni e il processo
Il massacro indignò sia l'opinione pubblica sia le associazioni per i diritti umani e, nel processo che seguì, Marcos Vinicius Borges Emmanuel, un agente di polizia ventinovenne, confessò di essere giunto sul luogo verso mezzanotte insieme a tre colleghi con l'intenzione di punire i presenti, rei di avere lanciato dei sassi contro un'auto di pattuglia. Gli agenti caricarono tre ragazzi a bordo di una macchina e, durante il tragitto, venne sparato loro a bruciapelo e furono scaricati sulla strada: due morirono sul colpo mentre uno, Wagner dos Santos, sopravvisse, divenendo successivamente il principale testimone di accusa; gli agenti fecero poi ritorno alla chiesa sparando a caso sugli adolescenti che ancora dormivano; per tali delitti venne condannato per molti anni di carcere ma, in forza della legge brasiliana, solo 30 saranno effettivamente scontati. Dei dieci giovani presenti la notte del massacro chiamati a testimoniare due di loro, un ragazzo e una ragazza, furono trovati morti dopo essere stati visti fatti salire a forza su di una macchina.